# Губки
Гу́бки (лат. Porifera, Spongia) — тип примітивних водних багатоклітинних тварин, які ведуть прикріплений спосіб життя. Поширені по всій земній кулі від прибережної зони і до майже максимальних глибин океану; деякі види також населяють прісноводні водойми. Нараховують близько 8000 видів. Вважається, що перші представники цього типу з'явилися ще в протерозойську еру. Їхні розміри коливаються, залежно від виду, від 5 см до 3 м. Вирізняються довгою тривалістю життя, до 1500—2000 років. Найдовше живучий вид губок — це Арктична губка віком 2467 років.
Губки поширені в прісних і солоних водах усіх кліматичних зон, представлені як поодинокими, так і колоніальними формами. Незважаючи на таку різноманітність, усі губки мають спільні риси:
- клітини тіла диференційовані та мають тенденцію до утворення тканин;
- тіло складається з двох шарів клітин — ектодерми (зовнішній покрив) й ентодерми (внутрішній покрив, на якому є джгутики), між якими міститься драглиста речовина — мезоглея;
- майже завжди є внутрішній скелет (вапняковий чи кремнієвий), утворений спікулами, він виконує опорну функцію.

Розмножуються статевим і нестатевим шляхом (зокрема із утворенням дрімотних бруньок — гемул). Мають високу здатність до регенерації. Багато губок, а також мікроорганізми, що їх населяють, виробляє біологічно активні речовини, використовувані в медицині.

## Будова

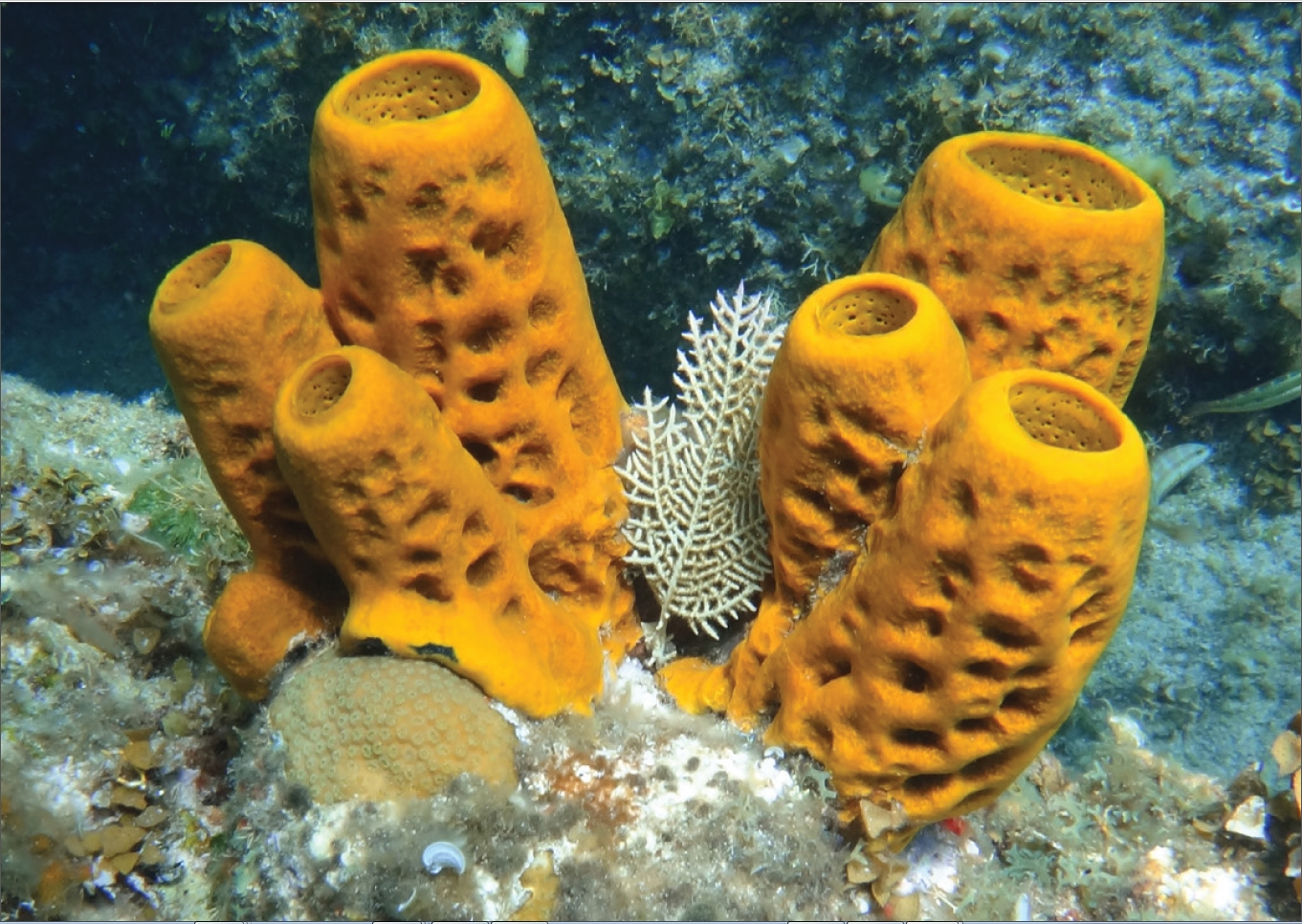
Гуантанамська губка

У більшості губок тіло має вид келиха або мішечка, прикріпленого до субстрату (дна, каменів, черепашок). У верхній частині розташований отвір — устя (оскулум), через яке центральна порожнина губки (атріальна порожнина) сполучається з навколишнім середовищем. Стінка губки складається з двох шарів — екто- й ентодерми. В ектодермі містяться плоскі епітеліально-мускульні клітини, які утворюють покривний епітелій. Ентодерма складається з травних клітин, які мають джгутик — хоаноцитів. У мезоглею занурені опорні клітини, що формують скелет, амебоцити, що мають псевдоподії і беруть участь у травленні, проміжні клітини, які здатні перетворюватися на інші види та статеві клітини. Стінка тіла пронизана численними наскрізними порами, у яких містяться хоати. Скелет складається з безлічі голок спікул, що мають різноманітну форму та розміри. В утворенні скелета бере участь спонгін — речовина, що, ніби цемент, скріплює голки між собою.
У губок знайдено два гени, які у більшості інших тварин беруть участь в розвитку очей. І хоча функції цих генів інші (вони, наприклад, контролюють диференціювання джгутикових клітин), ці гени губки навіть взаємодіють між собою так само, як ніби вони брали участь у розвитку очей у якоїсь складнішої тварини.

## Життєдіяльність

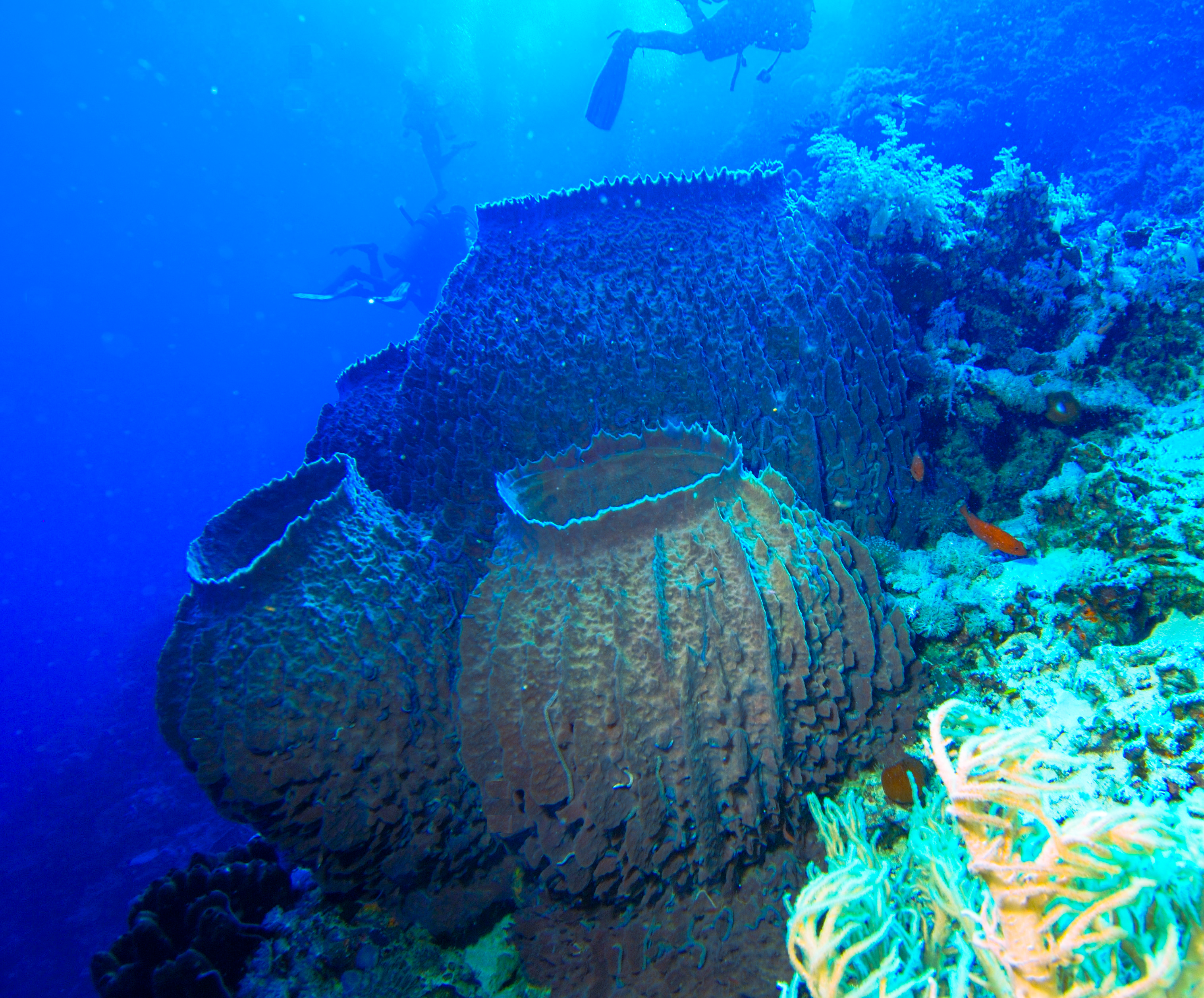
Губки виду Xestospongia testudinaria

Живлення, дихання та виділення у губок здійснюються за допомогою безперервного потоку води крізь тіло. Завдяки ритмічній роботі джгутиків хоаноцитів вода нагнітається в пори, потрапляє в атріальну порожнину і через устя виводиться назовні. Завислі у воді залишки відмерлих організмів і найпростіші захоплюються хоаноцитами, передаються амебоцитам, де перетравлюються і розносяться ними по всьому тілу. Захоплення поживних частинок відбувається шляхом фагоцитозу. Травлення у губок внутрішньоклітинне. Неперетравлені залишки викидаються в центральну порожнину та виводяться назовні. Для дихання використовується розчинений у воді кисень, який поглинається всіма клітинами тіла. Вуглекислий газ також виводиться в розчиненому стані. Губки постійно фільтрують воду, очищуючи її від шкідливих речовин.

## Розмноження
Розмножуються губки як статевим, так і нестатевим шляхом. У разі статевого розмноження зрілий сперматозоїд однієї губки виходить з мезоглеї через устя і з потоком води потрапляє в порожнину іншої, де за допомогою амебоцитів доставляється до зрілої яйцеклітини. Дроблення зиготи та формування личинки, окрім деяких винятків, відбувається усередині материнського організму. Личинка, яка зазвичай не більша 1 мм, має війки і зазнає ряд складних змін, виходить через устя в навколишнє середовище, прикріпляється до субстрату й перетворюється на дорослу губку. Нестатеве розмноження здійснюється брунькуванням або фрагментацією. У разі брунькування дочірня особина утворюється на материнському тілі і містить, як правило, усі види клітин. Унаслідок фрагментації тіло губки розпадається на частини, кожна з яких за сприятливих умов дає початок новому організмові.

## Історія вивчення

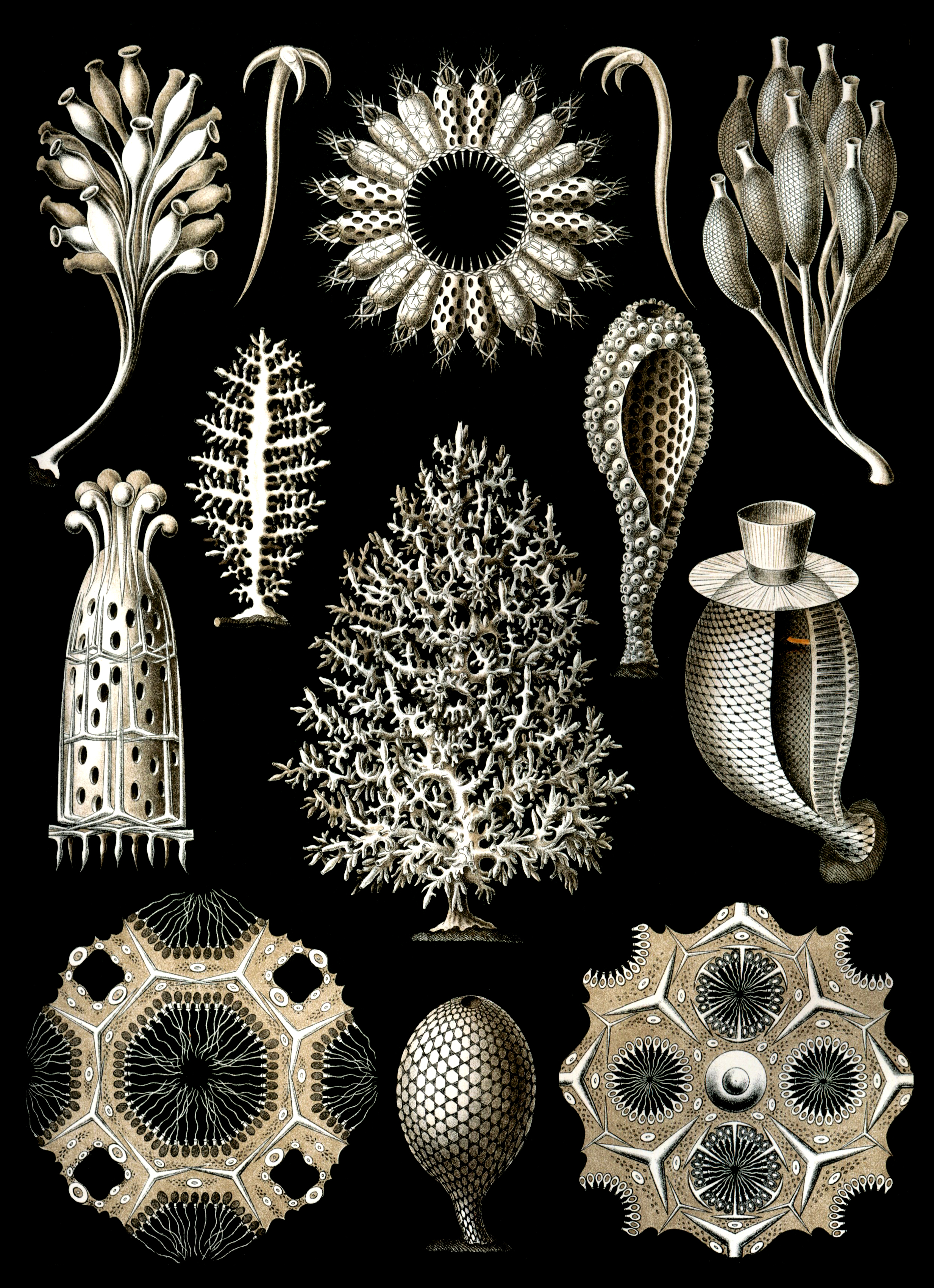
Малюнок з книги Е. Геккеля «Краса форм у природі» (1904), що зображає різні вапнякові губки

Аристотель (IV ст. до н. е.), що стояв біля витоків наукової систематики тварин, розділив їх у своєму творі «Про частини тварин» (дав.-гр. Περὶ ζώων μορίων) на дві великі групи — «тварини, що мають кров» і «тварини без крові», виділивши в кожній з них дрібніші підрозділи. Серед підрозділів другий із цих груп (приблизно відповідної пізнішим безхребетним) він, зокрема, виділив «безраковинні вільноіснуючі» (голотурії, гідроїдні) і «безраковинні приростаючі» (актинії, губки), трактуючи їх як організми, в яких змішана тваринна і рослинна природа.
Пізніше (в IV—V сторіччях н. е.) неоплатоніки (Дексіпп, Аммоній Гермій) стали називати такі організми «зоофітами» (дав.-гр. ζωόφυτα), відносячи їх до проміжних форм між рослинами і тваринами. У середньовічній Європі цей термін майже не застосовувався, але знову увійшов у вжиток в епоху Відродження: його застосовували в своїх класифікаціях такі зоологи, як Едвард Воттон, Ґійом Ронделе, Конрад Геснер і Уліссе Альдрованді. Губки незмінно фігурували у складі «зоофітів», хоча обсяг групи змінювався; так, у творі Воттона «De differentiis animalium» (1552), першому докладному зоологічному трактаті з часів Аристотеля, до зоофітів були додані також морські зірки, сцифоїдні медузи і реброплави. У книзі Карла Ліннея «Systema Naturae» до складу класу Vermes увійшов ряд Zoophyta з іще ширшим, ніж у Воттона, обсягом: Лінней включив до числа зоофітів також морських їжаків і деяких молюсків та черв'яків. При цьому в 10-му виданні книги (1758) Лінней визначав Zoophyta як «рослини з квітами, що живуть тваринним життям», а в 12-му виданні (1766—1768) — як «складних тварин, квітучих подібно квітам рослин».
Тваринна природа губок вперше була обґрунтована Джоном Еллісом, який описав їх здатність створювати ток води і змінювати діаметр оскулюмів і виклав свої спостереження 1765 року в листі до Даніеля Соландера (1766 року листа було опубліковано у Філософських працях Королівського товариства). 1752 року, до відкриття Елліса, французький натураліст Жан-Андре Пейсоннель висловлював гіпотезу, згідно з якою губки є не живими організмами, а конструкціями, споруджуваними жалкими чи морськими хробаками.
Систематичне положення губок серед «зоофітів» поступово уточнювалося. У Жана-Батиста Ламарка в творах «Système des animaux sans vertèbres» (1801) і «Philosophie zoologique» (1809) губки фігурують у складі ряду «Поліпи з поліпняком» — разом зі мохуватками, покривниками і поруч груп кишковопорожнинних. Жорж Кюв'є в своєму творі «Le régne animal distribué d'apres son organisation» (1817) включив губок разом з кораловими поліпами до класу Polypae розділу Radiata (останній приблизно відповідає Zoophyta в розумінні Воттона або Ліннея, хоча Кюв'є вже не вважав своїх Radiata перехідними між рослинами і тваринами організмами).
Перехід до поглибленого вивчення біології губок намітився в дослідженнях Роберта Едмунда Ґранта, в яких він запропонував першу точну інтерпретацію будови і фізіології цих тварин. Уже в першій своїй статті (1825), Ґрант описав личинок і яйця у губок з роду Spongilla, провів ретельне мікроскопічне дослідження структури пір губок. 1836 року він увів для губок назву Porophora, яка була замінена самим же Ґрантом 1841 року на Poriphera, а Раймером Джонсом 1847 року — на Porifera (всі назви означають «що несуть пори»).
Протягом більшої частини XIX сторіччя губок зазвичай зближували з кишковопорожнинними і часто просто включали до складу останніх (хоча такі натуралісти, як Анрі Дютроше, Поль Жерве і Джон Гоґґ, відносили губок до рослин). Однак ще 1816 року Анрі де Бленвіль висунув ідею про тісний зв'язок губок з найпростішими (Protozoa), а 1860 року Гоґґ і 1866 року Ернст Геккель запропонували виділити окреме царство (у Гоґґа — Protoctista, у Геккеля — Protista), в яке включили губок, одноклітинних тварин і частину одноклітинних рослин (Томас Гакслі ж, який вважав губок колоніями одноклітинних, 1864-го просто включив їх до складу Protozoa). Подібна точка зору знайшла, здавалося, своє підтвердження у відкритті Генрі Джеймс-Кларком 1867 року комірцевих джгутиконосців (хоанофлагелят), на диво схожих з наявними у всіх губок особливими клітинами — хоаноцитами.
Однак остання третина XIX сторіччя стала, за висловом А. В. Єресковського, «золотим віком» ембріології губок (і першим етапом систематичних досліджень їх розвитку). У 1874—1879 роках дослідження І. І. Мечникова, Франца Шульце й Оскара Шмідта, присвячені вивченню будови і розвитку губок, незаперечно довели їх належність до багатоклітинних тварин. Одночасно було виявлено велику своєрідність даної групи тварин. Зокрема, Шульце (1878) та Ів Делаж (1892) описали так зване явище «спотворення зародкових листків» при розвитку губок, що різко відрізняє Porifera від усіх інших Metazoa (включаючи кишковопорожнинних); утім, наприкінці XX — початку XXI сторіччя термінологія змінилася: стала переважати думка, за яким у губок зародкові листки в ході ембріогенезу взагалі не формуються, а тому про їх «спотворення» говорити немає сенсу. Тому Вільям Соллас (1884) протиставив губок як Parazoa всім іншим Metazoa (що назабаром отримали назву Eumetazoa). У пізній системі Геккеля (1894—1895) губки вже виведені зі складу Protista і розглядаються в царстві тварин як самостійний тип Spongiae, а в системі Рея Ланкестера (1900—1909) вони з усією визначеністю віднесені до Metazoa і фігурують як тип Porifera (єдиний в розділі Parazoa). Ця остання точка зору і була абсолютно переважною протягом майже всього XX сторіччя, хоча ранг Parazoa у різних авторів варіює: то це «розділ», то — «надрозділ», то — «підцарство».
У 1900—1960 роках (другий етап досліджень розвитку губок, за А. В. Єресковським) інтерес до вивчення розвитку губок знижується, хоча і з'являються важливі праці Генрі Вілсона і Клода Леві. Приблизно 1960 року розпочинається третій етап, для якого характерне переважання ультраструктурних досліджень із застосуванням електронної мікроскопії. Наприкінці XX сторіччя почалося вивчення цитогенетичних і молекулярно-біологічних особливостей губок.

## Екологія
Головною причиною, що перешкоджає масовому розмноженню губок, є відсутність відповідного субстрату. Більшість губок не може жити на мулистому дні, бо частинки мулу закупорюють пори, що призводить до загибелі тварини. Великий вплив на поширення мають солоність і рухливість води, температура.

## Практичне значення

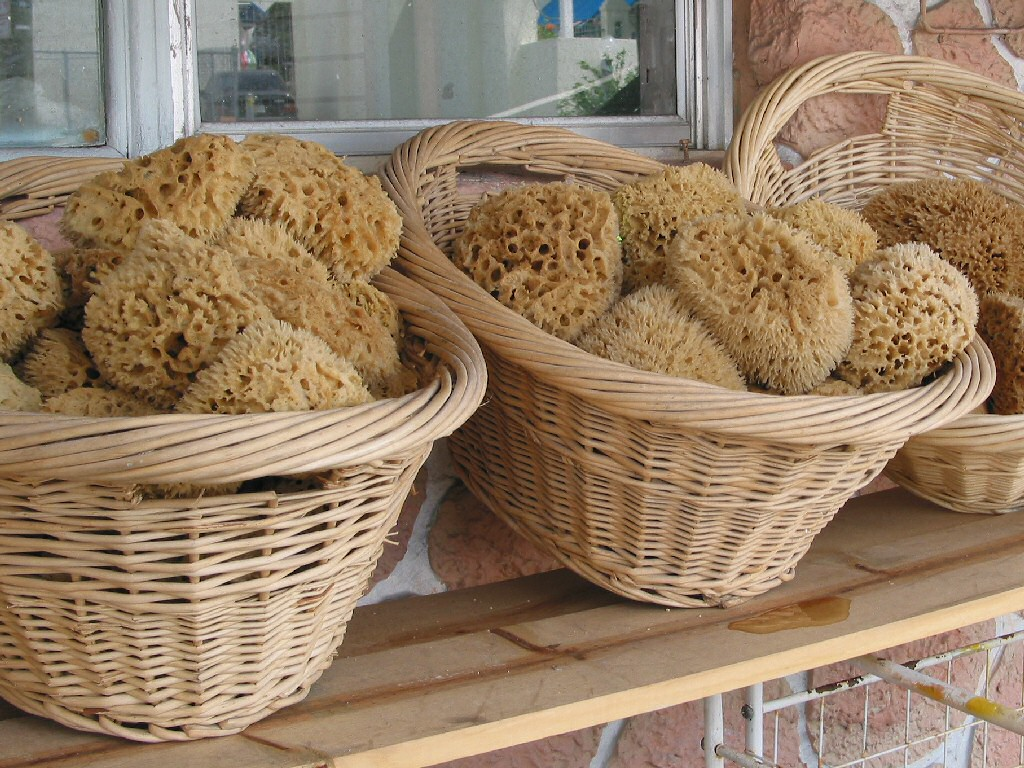
Мочалки, отримані з губок

Практичне значення губок невелике. Воно зводиться до виготовлення прикрас, застосування деяких видів у медицині, та виготовлення мочалок з їхніх скелетів. Деяких губок використовують в акваріумах як фільтраторів води. Деякі види губок «неофібулярії» (якщо до них доторкнутися) викликають сильні опіки, почервоніння шкіри, свербіж та набряки.